# Erlangen
Erlangen este un oraș din regiunea administrativă Franconia Mijlocie, landul Bavaria, Germania. Orașul are statutul de district urban, este deci un oraș-district (în germană kreisfreie Stadt). Potrivit celui mai recent recensământ, are o populație de peste 103.000 locuitori și se situează pe locul 8 ca mărime printre orașele landului Bavaria.

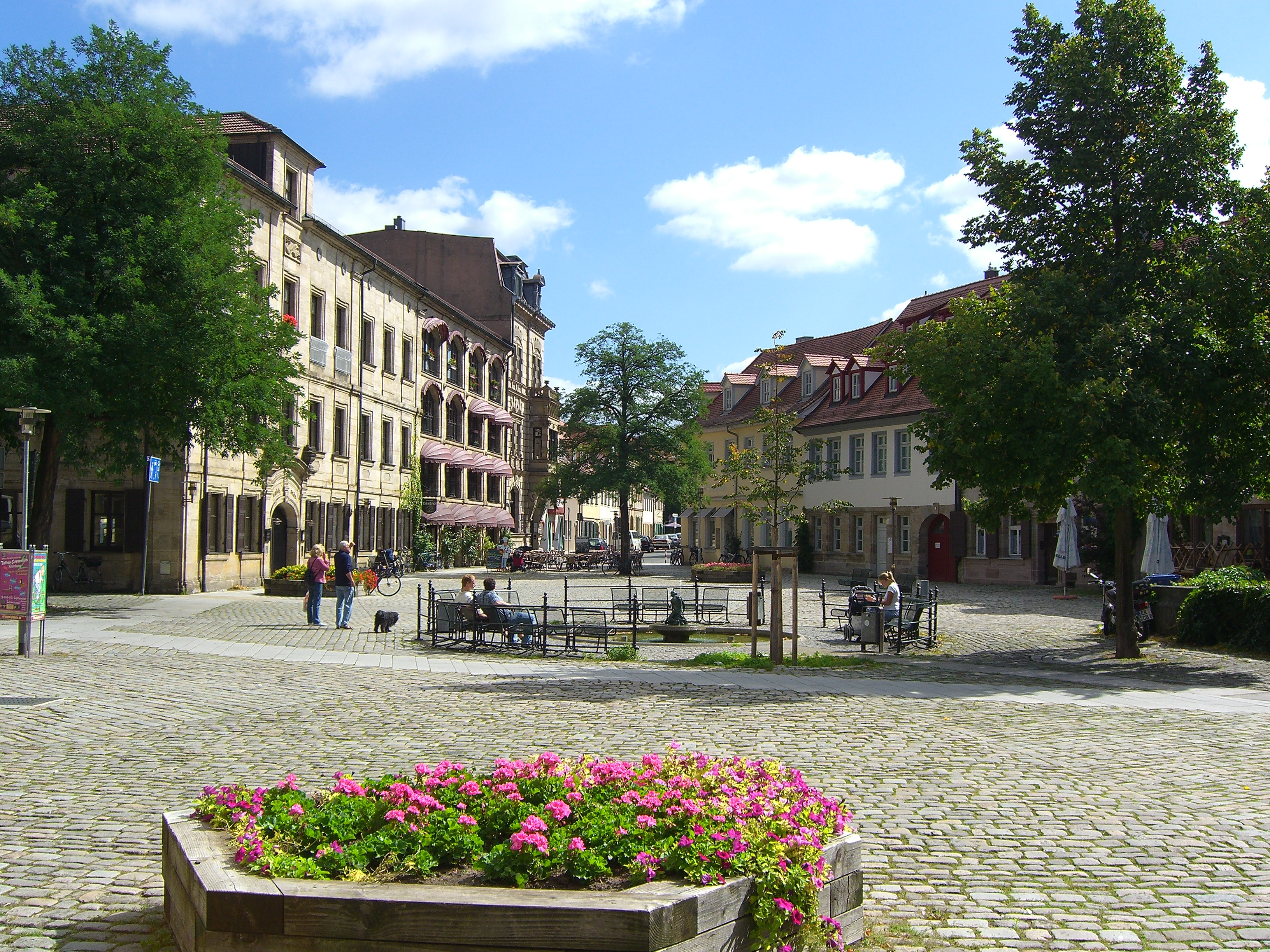
Erlangen (Kirchplatz)

Este cunoscut drept oraș universitar și deține un rol economic important datorită concernului internațional Siemens AG.

## Date geografice
Erlangen este situat la marginea bazinului Franken, paralel cu râul Regnitz și canalul Main-Dunăre. În partea nordică a centrului orașului râul Schwabach confluează cu râul Regnitz, care vine dinspre est.

## Educație
- Universitatea Friedrich-Alexander, fondată în anul 1742.
- Institutul Fraunhofer

## Muzee
- Muzeul de artă
- Muzeul de arheologie

## Presă
- Erlanger Nachrichten
- Worte statt Taten
- Strassenkreuzer

## Personalități
- Johann Baron von Kalb (1721-1780), general germano-american in timpul Revoluției Americane
- Georg Simon Ohm (1789-1854), fizician
- Dr. Ing. Ioan Popa-Popoiu (n. 1920 la Fântânele - d. 2005 în Erlangen, Germania), doctor în economie, fost director economic la firma Siemens AG din orașul Erlangen.
- Oskar Koller (1925-2004), pictor
- Elke Sommer, actriță

## Demografie
| An                  | Populație |
| ------------------- | --------- |
| 1495                | 292       |
| 1630                | 550       |
| 1752                | 7.939     |
| 1830                | 9.800     |
| 1 decembrie 1871¹   | 12.500    |
| 1 decembrie 1890¹   | 17.559    |
| 1 decembrie 1900¹   | 22.953    |
| 1 decembrie 1910¹   | 24.877    |
| 16 iunie 1925¹      | 29.597    |
| 16 iunie 1933¹      | 32.348    |
| 17 mai 1939¹        | 35.964    |
| 13 septembrie 1950¹ | 50.690    |
| 16 iunie 1961¹      | 69.552    |
| 27 mai 1970¹        | 84.110    |
| 20 iunie 1975       | 100.700   |
| 30 iunie 1980       | 100.900   |
| 30 iunie 1985       | 100.000   |
| 27 mai 1987¹        | 99.808    |
| 30 iunie, 1997      | 100.700   |
| 31 decembrie 1997   | 100.330   |
| 31 decembrie 1998   | 100.775   |
| 31 decembrie 1999   | 100.750   |
| 31 decembrie 2000   | 100.778   |
| 31 decembrie 2001   | 101.912   |
| 31 decembrie 2002   | 102.198   |
| 31 decembrie 2003   | 102.449   |
| 31 decembrie 2004   | 102.627   |
| 31 decembrie 2005   | 103.425   |